# Hamburg Transit
Hamburg Transit è una serie televisiva poliziesca tedesca prodotta da Gyula Trebitsch e Helga Mauersberger per Studio Hamburg International Production (SHIP) e Norddeutsches Werbefernsehen (NWF)  dal 1970 al 1974 e nata come spin-off (o sequel) delle serie Hafenpolizei (1963-1966) e Polizeifunk ruft (1966-1970). Interpreti principali sono Karl-Heinz Hess ed Eckard Dux; altri interpreti sono Heinz-Gerhard Lück e Gert Haucke.
La serie si compone di 4 stagioni, per un totale di 52 episodi (13 per stagione), ciascuno della durata di circa 25 minuti.
In Germania, la serie fu trasmessa in prima visione dall'emittente ARD 1. Il primo episodio, intitolato Ticket nach Rio, fu trasmesso per la prima volta in Germania il 31 dicembre 1970 l'ultimo, intitolato Awuku, fu trasmesso in prima visione il 19 marzo 1974.

## Descrizione
Protagonisti della serie sono due poliziotti di Amburgo, Schlüter e Hartmann, che si occupano di assicurare alla giustizia gli autori dei vari crimini che si verificano nella zona attorno al porto della metropoli anseatica.
In alcuni episodi, i casi sono affidati al Commissario Castorp e in altri al Commissario John.

## Episodi
| Stagione         | Episodi | Prima TV Germania | Prima TV Italia |
| ---------------- | ------- | ----------------- | --------------- |
| Prima stagione   | 13      | 1970-1971         | inedita         |
| Seconda stagione | 13      | 1972              | inedita         |
| Terza stagione   | 13      | 1973              | inedita         |
| Quarta stagione  | 13      | 1973-1974         | inedita         |

## Guest-star
Tra le numerose guest star apparse nella serie, figurano (in ordine alfabetico):
- Thomas Astan
- Susanne Beck
- Viktoria Brams
- Charles Brauer
- Katharina Brauren
- Arthur Brauss
- Eva Christian
- Will Danin
- Dirk Dautzenberg
- Dieter Eppler
- Jan Fedder
- Götz George
- Ralf Gregan
- Klaus Herm
- Liane Hielscher
- Gert Günther Hoffmann
- Edgar Hoppe
- Adrian Hoven
- Käte Jaenicke
- Horst Janson
- Walter Jokisch
- Ida Krottendorf
- Anita Kupsch
- Günter Lamprecht
- Lotte Ledl
- Günter Lüdke
- Christiane Maybach
- Rolf Möbius
- Gunnar Möller
- Xenia Pörtner
- Dieter Prochnow
- Friedhelm Ptok
- Peter Schiff
- Rolf Schimpf
- Willi Semmelrogge
- Andreas Seyferth und
- Narzis Sokatscheff
- Peter Thom
- Karl-Michael Vogler
- Judy Winter
- Christian Wolff
- Klausjürgen Wussow